# Haemogregarina myoxocephali
Haemogregarina myoxocephali is een soort in de taxonomische indeling van de Myzozoa, een stam van microscopische parasitaire dieren. Het organisme komt uit het geslacht Haemogregarina en behoort tot de familie Haemogregarinidae. Haemogregarina myoxocephali werd in 1942 ontdekt door Fantham, Porter & Richardson.